# Teorema d'impossibilitat
En física teòrica, un teorema d'impossibilitat ("no-go theorem" en anglès) és un teorema que demostra que certa idea no és possible, o certa entitat matemàtica no pot ser definida, sense arribar a una contradicció. Com en qualsevol teorema, és molt important precisar tan bé com siga possible les condicions sota les quals es dona aquesta impossibilitat, perquè marquen els límits de les teories físicament realistes.
El nom se sol aplicar a teoremes d'impossibilitat que eliminen possibilitats "atractives" des del punt de vista teòric. Alguns exemples de teoremes d'impossibilitat són:

### Teoria quàntica de camps i teoria de cordes
- El teorema de Coleman-Mandula sobre la impossibilitat de tenir simetries mixtes en una teoria quàntica de camps amb massa positiva mínima.
- El teorema de Haag-Lopuszanski-Sohnius sobre la impossibilitat d'usar la imatge d'interacció, alternativa a la imatge d'Schrödinger i la imatge de Heisenberg, en teoria quàntica de camps.
- El teorema de Kochen-Specker, que mostra la contradicció entre dues assumpcions bàsiques en les teories de variables ocultes: la que totes les variables tenen valors predefinits prèviament existents a una mesura i la que aquests valors són variables intrínseques al sistema i independents de l'aparell de mesura.

### Mecànica quàntica no relativista i informació quàntica
- El teorema de Bell sobre la impossibilitat que alguna teoria física de variables ocultes locals puga reproduir totes les prediccions de la mecànica quàntica.
- El teorema de no clonació sobre la impossibilitat de crear una còpia idèntica d'un estat quàntic desconegut arbitrari.